# 윤재호
윤재호(尹載皓, 1967년 3월 6일 ~ )는 전 KBO 리그 해태 타이거즈, 쌍방울 레이더스의 선수이다.

## 출신 학교
- 동대문상업고등학교
- 동국대학교